# HD 210460
HD 210460，又名BD+18 4946，SAO 107706、HR 8455，是一颗恒星，视星等为6.18，位于銀經78.74，銀緯-29.11，其B1900.0坐标为赤經22h 5m 33s，赤緯+19° -29.11′ 39″。